# Ladislav Fialka

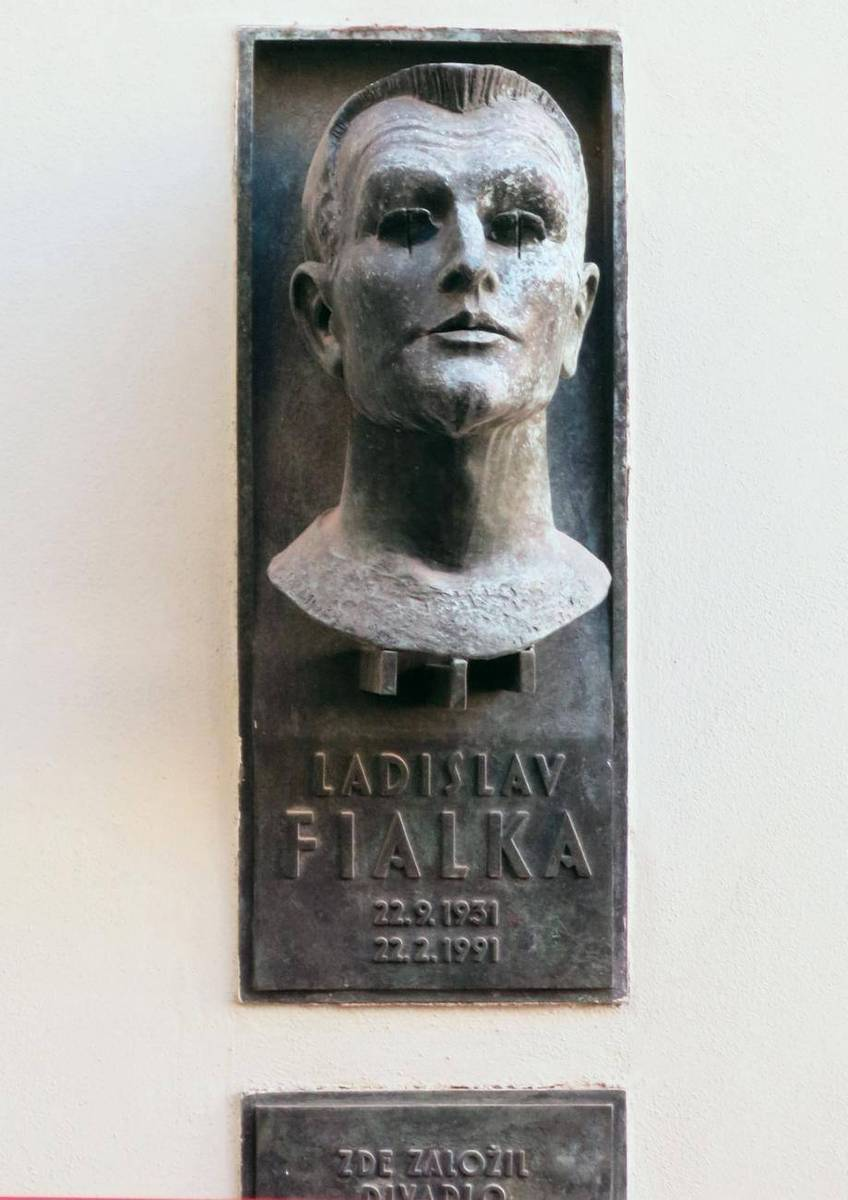

Ladislav Fialka (Prága, 1931. szeptember 22. vagy 1931. augusztus 22. – Prága, 1991. február 22.), cseh pantomimművész. A Divadlo Na zábradlí (Színház a korlátnál) vezetője volt.

## Pályafutása
Ladislav Fialka Prágában született. 1956-ban színházat alapított. Helena Philipová, Ivan Vyskočil, Jiří Suchý és Vladimír Vodička is közraműködött a színházszervezésben. 1958-ra ebből alakult ki a Divadlo Na zábradlí (Színház a korlátnál), Kelet-Európa egyetlen önálló pantomimszínháza, majd a „Korlát” a modern cseh színház egyik kiemelkedő műhelye lett.
1968-ban Václav Havel műveit is be tudta mutatni (Kerti ünnepély, Leirat). Legendás előadás volt az Übü király, Franz Kafka Perének adaptációja, és Miloš Macourek: Zsuzsanna című darabja.
1962-től a korábban eltiltott Jan Grosmann lett a színház vezetője.
Fialka a pantomimművészet jelentős, világhírű személyiségévé vált sajátos stílusával, színészi képességeivel. Híres darabjai az Etüdök, Az orr (Gogol), Álmok. Társulatával bejárta az egész világot. Színházával 1981-ben Budapesten is fellépett.

## Fontosabb előadások
- 1960: Kilenc kalap Prágának
- 1960: Etűdök
- 1962: Az út
- 1965: Bolondok
- 1968: A gomb
- 1971: Caprichos (Goya nyomán)

## Koreográfia
- 1959: William Shakespeare: Hamlet (R.: Radovan Lukavský; Národní divadlo)
- 1964: Alfred Jarry: Král Ubu (Übü király) – R.: Jan Grossman

## Díjak
- 1968: Róma város díja
- 1978: Budapest város fesztiváldíja
- 1974: Érdemes Művész
- 1976: Moszkva város díja
- 1979: A Csehszlovák Köztársaság Népművésze
- 1984: Portugália – Medaile Festa do Avante
- 1989: rendezői díj – Picollo theatro di Arezzo, Festival internationale
- 1992: TIATF '92  – emlékdíj (Japán)
- 2002: Artis Bohemiae Amicis
- Prága városának díjai: 1969, 1971, 1981